# Vrbica (Čoka)
Pour les articles homonymes, voir Vrbica.
Vrbica (en serbe cyrillique : Врбица ; en hongrois : Egyházaskér) est un village de Serbie situé dans la province autonome de Voïvodine. Il fait partie de la municipalité de Čoka dans le district du Banat septentrional. Au recensement de 2011, il comptait 236 habitants.

## Démographie

### Évolution historique de la population
| 1948  | 1953  | 1961  | 1971 | 1981 | 1991 | 2002 | 2011 |
| ----- | ----- | ----- | ---- | ---- | ---- | ---- | ---- |
| 1 214 | 1 363 | 1 220 | 988  | 654  | 548  | 404  | 236  |

|  |